# Cleptotrigona cubiceps
Cleptotrigona cubiceps är en biart som först beskrevs av Heinrich Friese 1912.  Cleptotrigona cubiceps ingår i släktet Cleptotrigona, och familjen långtungebin. Inga underarter finns listade.

## Utseende
Ett litet bi, arbetarna är 3,5 till 4 mm långa, med mörkt rödbrunaktig till svart kropp. Tergit 1, främsta bakkroppssegmentet, är dock rödaktigt. Även käkar och ben är röda, medan vingarna är ljusbruna. Huvudet är brett och kvadratiskt.

## Ekologi
Släktet Cleptotrigona, med Cleptotrigona cubiceps som enda art, tillhör de gaddlösa bina, ett tribus (Meliponini) av sociala bin som saknar fungerande gadd. De har dock kraftiga käkar, och kan bitas ordentligt. Arten samlar inte nektar och pollen från blommor, utan är en kleptoparasit som rövar näring från andra gaddlösa bin av släktet Hypotrigona och troligtvis även Liotrigona.

## Utbredning
En afrikansk art som har påträffats i Liberia, Gabon, Kongo-Kinshasa, Tanzania, Zimbabwe och Sydafrika. Den blev först funnen på Mount Coffee i Liberia 1897.